# Gillingham F.C.
Câu lạc bộ bóng đá Gillingham là câu lạc bộ bóng đá của Anh tọa lạc ở Gillingham, Kent. Họ thi đấu trên sân nhà Priestfield Stadium. Vào mùa giải 2013-14, Gillingham đã thi đấu ở League One, sau khi vô địch League Two mùa trước đó. Hiện tại đội bóng vẫn đang thi đấu ở League One.

Gillingham chỉ một lần duy nhất lên đến giải hạng hai trong hệ thống giải bóng đá của Anh vào mùa giải 2002-03, tức là tiền thân của The Championship (hạng nhất Anh) ngày nay, với vị trí cao nhất trong lịch sử là thứ 11.

## Đội hình hiện tại
Ghi chú: Quốc kỳ chỉ đội tuyển quốc gia được xác định rõ trong điều lệ tư cách FIFA. Các cầu thủ có thể giữ hơn một quốc tịch ngoài FIFA.
| Số | VT | Quốc gia         | Cầu thủ                                         |
| -- | -- | ---------------- | ----------------------------------------------- |
| 1  | TM | Anh              | Stuart Nelson                                   |
| 2  | HV | Anh              | Matt Fish                                       |
| 3  | HV | Anh              | Joe Martin                                      |
| 4  | HV | Cộng hòa Ireland | John Egan                                       |
| 5  | HV | Anh              | Kortney Hause (mượn từ Wolverhampton Wanderers) |
| 6  | HV | Anh              | Leon Legge                                      |
| 7  | TV | Anh              | Doug Loft (đội trưởng)                          |
| 8  | TV | Anh              | Jake Hessenthaler                               |
| 9  | TĐ | Anh              | Danny Kedwell                                   |
| 10 | TĐ | Anh              | Cody McDonald                                   |
| 11 | TV | Anh              | Jermaine McGlashan                              |
| 12 | TM | Anh              | Glenn Morris                                    |
| 14 | TĐ | Anh              | Antonio German                                  |

| Số | VT | Quốc gia           | Cầu thủ                            |
| -- | -- | ------------------ | ---------------------------------- |
| 15 | TV | Wales              | Aaron Morris                       |
| 16 | TV | Cộng hòa Congo     | Amine Linganzi                     |
| 17 | TĐ | Anh                | Aaron Millbank                     |
| 18 | TV | Wales              | Josh Pritchard                     |
| 19 | TĐ | Anh                | Luke Norris                        |
| 20 | HV | Anh                | Callum Davies                      |
| 22 | HV | Anh                | Josh Hare                          |
| 23 | TV | Anh                | Bradley Dack                       |
| 24 | TĐ | Anh                | Ben Dickenson                      |
| 25 | HV | Anh                | Devante McKain                     |
| 27 | TM | Anh                | Tom Haddler                        |
| 30 | TM | Anh                | Stephen Bywater (mượn từ Millwall) |
| 31 | HV | Trinidad và Tobago | Gavin Hoyte                        |